# Skrikarhyttan
Skrikarhyttan eller Skrekarhyttan, by i Vikers socken, Nora kommun, Örebro län.
I skriftliga källor omtalas Skrikarhyttan första gången 1345. Byn har haft olika namn genom tiderna. På Vikers kyrkogård kan man läsa både Skrikarhyttan och Skrekarhyttan på gravstenarna. Numera är det officiella namnet Skrikarhyttan. Byn anses ha riksintresse på grund av sina gamla "herrgårdsliknande bergsmansgårdar" samt sina hytt- och gruvområden. 1868 bildades en kapellförsamling i området. I bygden har genom åren också funnits sju missionshus, Sedan 1921 har även funnits ett kvarn- & elektricitetsverk, av vilket elproduktion fortfarande föreligger. EFS drev även sedan 1918 en ungdomsgård. Denna nedlades och försåldes 2015.

Skrekarhytte herrgård uppfördes i mitten av 1800-talet av bergsbruksidkaren Jan Larsson, 1870 övergick den i bergsmannen Erik Erikssons ägo som vid sitt frånfälle 1900 efterlämnade en stor förmögenhet förvaltad av hans yngre bror Per Eriksson, bruksdisponent på Hofors bruk. Under början av 1900-talet bodde Carl Gustaf Söderström med familj på herrgården. År 1917 bildades Vikers AB, till stor del utifrån Skrekarhyttans skogsinnehav. Därefter blev herrgårdsbyggnaden disponentboställe under ett antal år för att därefter avyttras till Örebro läns barnavårdsförbund i slutet av 30-talet. Från 1940 fram till mitten av 50-talet bedrevs här en koloniverksamhet,  i början året runt sedermera på sommaren. Under ett antal år stod gården därefter obebodd, men sommaren 1964 bildades med hjälp av Zigernarsamfundet och Arbetsmarknadstyrelsen en internatskola för romer med syfte att öka läskunnigheten bland vuxna romer.
Sedan början på 1970-talet är herrgården åter privatbostad.
Ett antal fastighetsägare i byn vände sig under 2012 till Lantmäteriet för att få namnet ändrat till Skrekarhyttan (med e), men fick avslag, vilket stöddes av yttranden från Institutet för språk och folkminnen (SOFI) och Riksantikvarieämbetet.